# جلد محبب غير مدبوغ

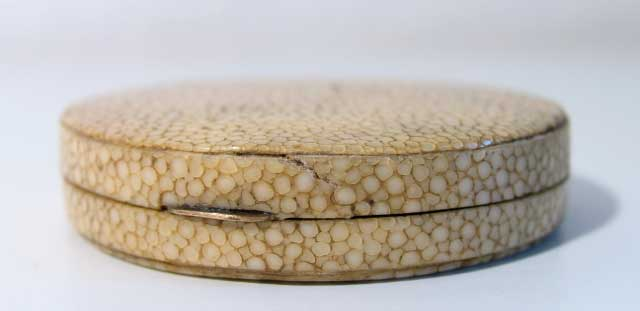
علبة مستديرة عَتيقة مُغطاة بحبوبٍ لؤلؤية من جلد سمك الرقيطة المُحبب غير المدبوغ، والتي يتم وضعها في الأسفل لإنتاج سطح أملس يشبه الأحجية.

الشَغرين أو جلد محبب غير مدبوغ أو جلد محبب للتغليف أو جليد محبب (بالإنجليزية: Shagreen)‏ ويُترجم حرفيًا إلى شاجرين هو نوعٌ من الجلد غير المدبوغ، حيثُ يتكون من جلدٍ خشنٍ غير مدبوغٍ، وتاريخيًا يؤخذ من ظهرِالحصان أو الأخدر، أو من القرش أو سمك الرقيطة. في العصر الحديث، يُنتجُ من جلود سمك الرقيطة الآسيوي الموجود في المزارع التجارية.

## في الطب
لطخة حرشاء أو لطخة شاجرين هي لطخة (رقعة) جلدية خَشنة تُشبه الشاجرين، تُوجد عادةً في أسفل الظهر، وتظهر في بعض الأشخاص المُصابين بحالةٍ وراثية من التصلب الحدبي.